# Ґай (Конінський повіт)
Ґай (пол. Gaj) — село в Польщі, у гміні Вежбінек Конінського повіту Великопольського воєводства.
Населення — 115 осіб (2011).
У 1975-1998 роках село належало до Конінського воєводства.

## Демографія
Демографічна структура станом на 31 березня 2011 року:
|          | Загалом | Допрацездатний вік | Працездатний вік | Постпрацездатний вік |
| -------- | ------- | ------------------ | ---------------- | -------------------- |
| Чоловіки | 62      | 15                 | 39               | 8                    |
| Жінки    | 53      | 10                 | 28               | 15                   |
| Разом    | 115     | 25                 | 67               | 23                   |